# Honda VTR
La VTR est un modèle de moto du constructeur japonais Honda. Elle est déclinée en plusieurs cylindrées.

## VTR 250

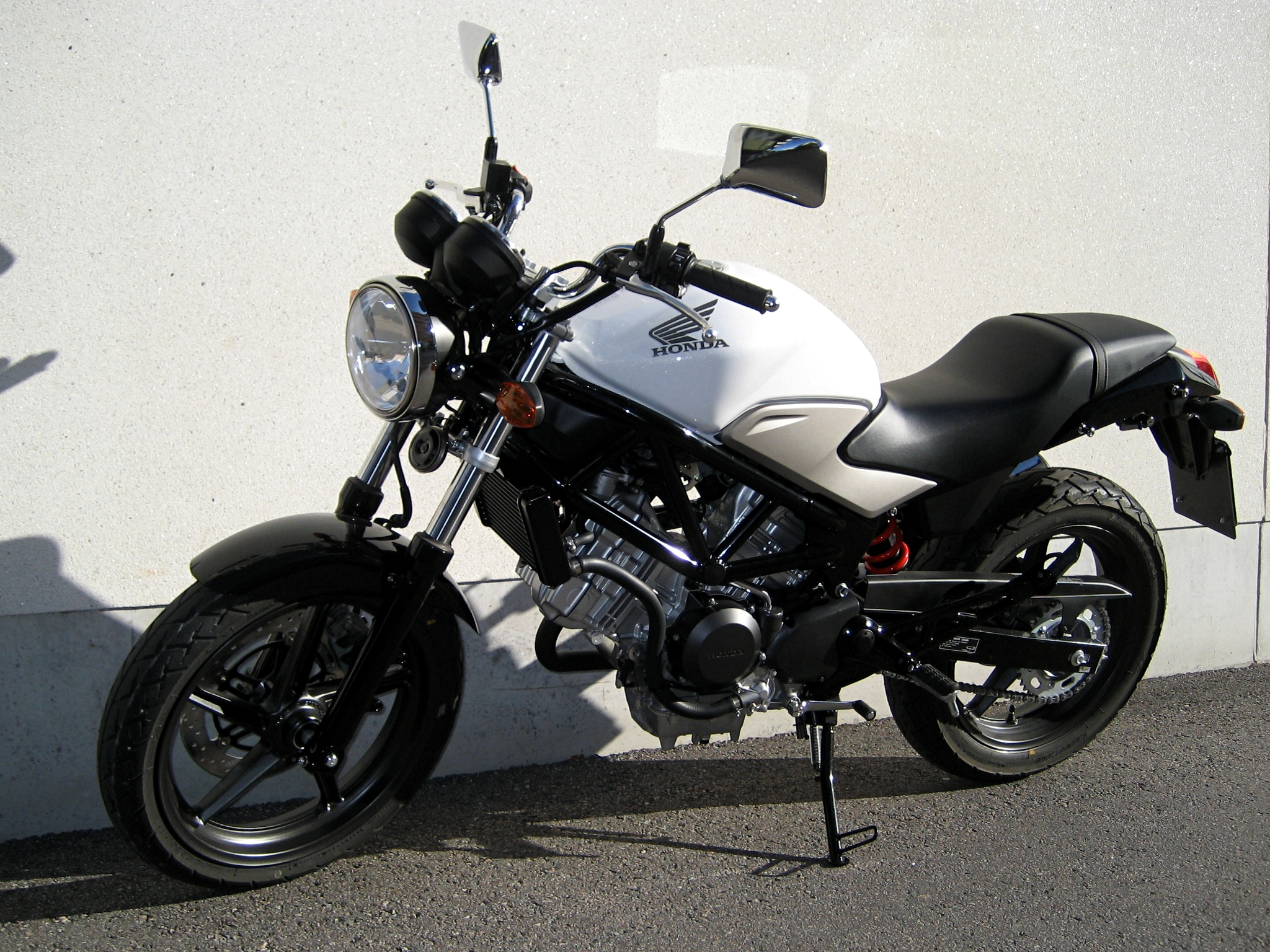
VTR 250.

## VTR 1000 F

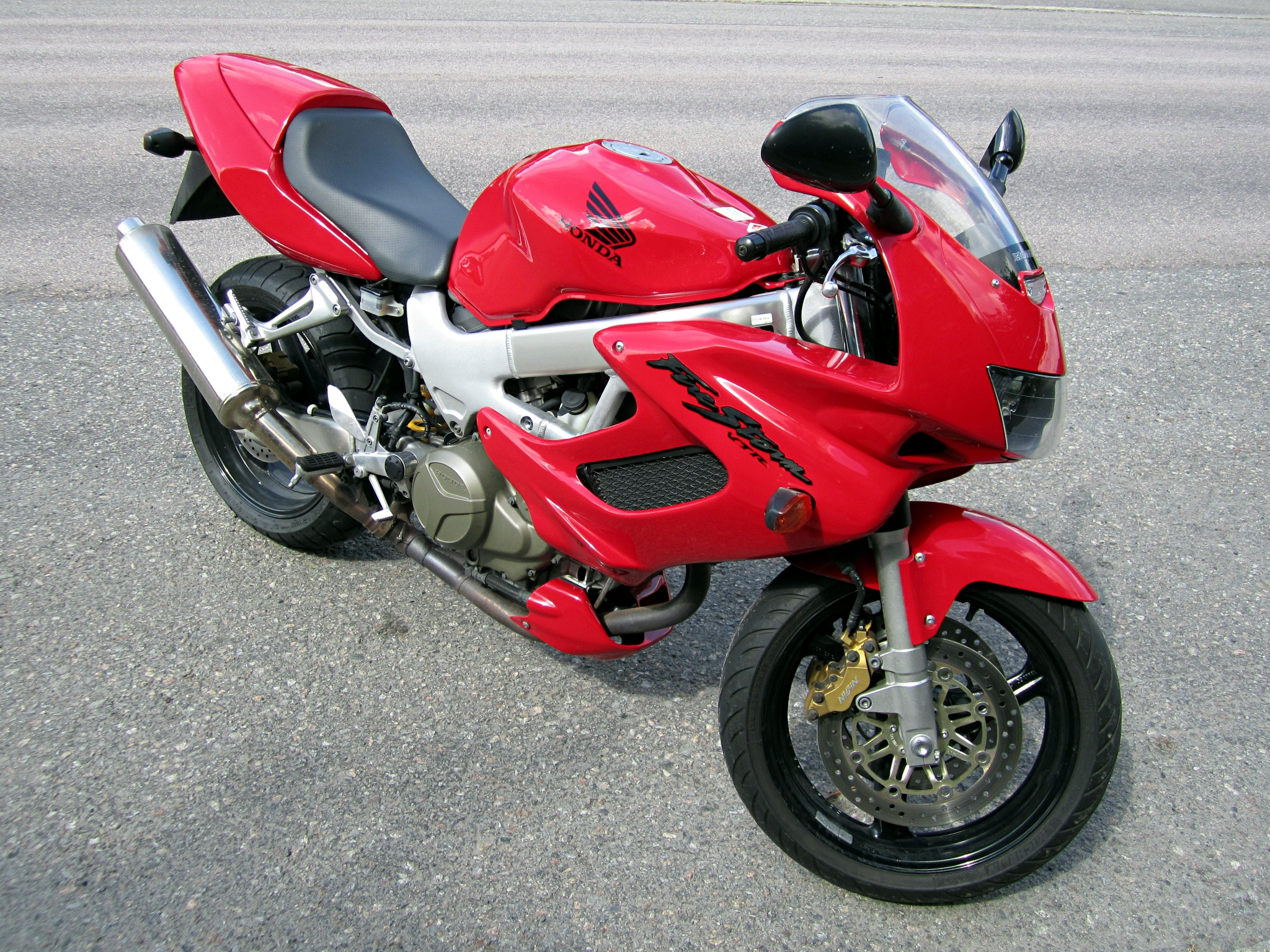
Honda Firestorm VTR 1000 F

La VTR1000F (pour Firestorm, tempête de feu) apparaît en 1997. Elle concurrence la Ducati 1000 Supersport en reprenant les mêmes codes : un cadre ressemblant à un treillis tubulaire, un moteur de même type.
Elle est mue par un moteur bicylindre en V à 90°. Il est alimenté par deux carburateurs Keihin de 48 mm de diamètre.
Le refroidissement est assuré par deux radiateurs latéraux.
Pour 2001, la VTR 1000 F est remaniée. Le réservoir gagne trois litres, le bloc compteur est remplacé. Les demi-guidons sont légèrement remontés pour améliorer le confort.

## VTR 1000 SP1 et SP2

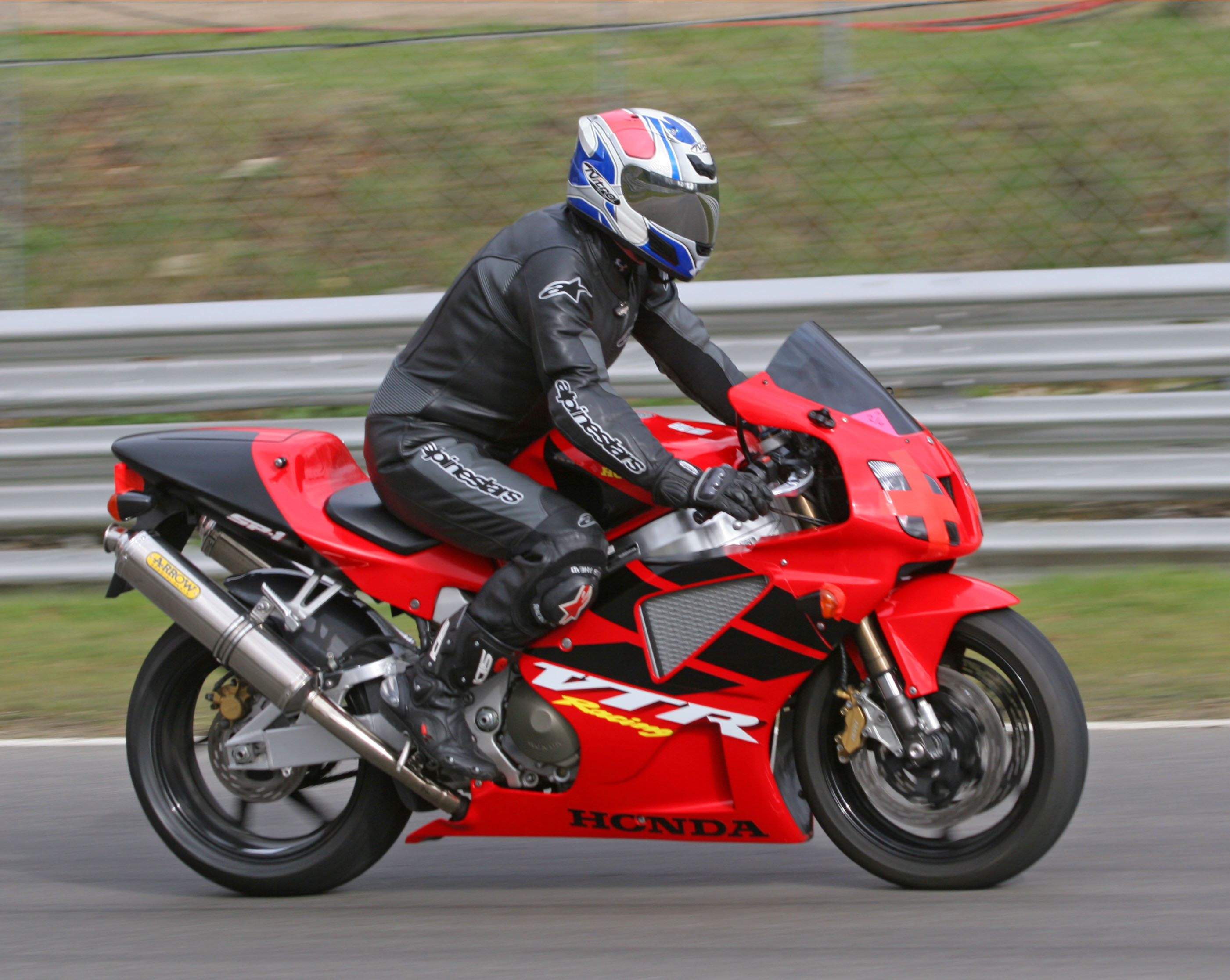
VTR SP1.

La SP1 est conçue pour l'engagement de Honda en Superbike. Elle remporte la première course de sa première saison, en 2000 en Afrique du Sud.
La cylindrée est augmentée à 999 cm3, avec des rapports d'alésage et de course de 100 × 63,6 mm. Il est alimenté par une injection électronique. La distribution par chaîne est remplacée par une cascade de pignons. Il développe 136 ch à 9 500 tr/min, pour un couple de 10,3 kg m à 8 000 tr/min. 
Le cadre est toujours de type périmétrique en aluminium mais il perd son semblant de treillis tubulaire.
La SP1 est remplacée en 2002 par la SP2.
La SP1 était disponible en rouge puis en grise, tandis que la SP2 n'est sortie qu'en blanc, puis d'autres séries ont suivi (noire et grise, noire).